# John et Christopher Wright
Pour les articles homonymes, voir John Wright et Wright.

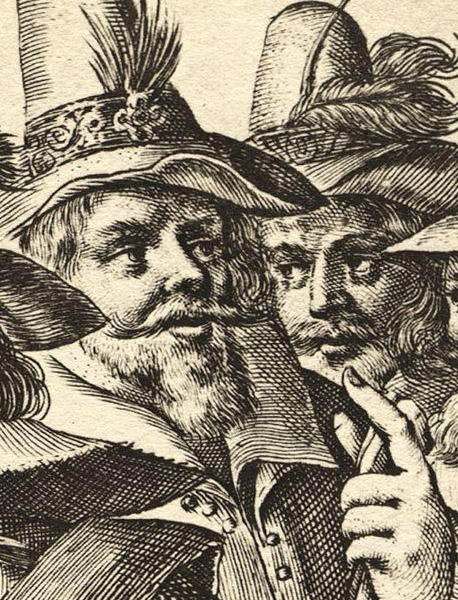
John et Christopher Wright, gravure du XVIIè siècle.

John (Jack) Wright (né en janvier 1568 et mort le 8 novembre 1605) et Christopher (Kit) Wright (né vers 1570 et mort le 8 novembre 1605) sont deux frères anglais qui s'opposèrent au roi Jacques Stuart et complotèrent contre lui. 

## Biographie
Les deux frères étaient membres du groupe de conjurés catholiques anglais qui avaient planifié la conspiration des poudres de 1605, complot visant à assassiner le roi Jacques Stuart en faisant sauter la Chambre des lords. Leur sœur était mariée à un autre conjuré, Thomas Percy. Formés à la même école à York, les frères Wright ont eu des liens très jeunes avec Guy Fawkes qui était chargé de la garde des explosifs entreposés dans la crypte sous la Chambre des lords. Réfractaires connus, les deux frères ont été arrêtés à plusieurs reprises pour des raisons de sécurité nationale. Tous deux étaient également membres de la rébellion du comte d'Essex en 1601.
John a été un des premiers hommes à se joindre au complot dirigé par Robert Catesby. Christopher les rejoignit en mars 1605. Vers minuit, le 4 novembre, Fawkes fut découvert et arrêté, alors que Jean, Christophe et le reste des conspirateurs voyageaient dans la région des Midlands, en essayant d'obtenir un soulèvement populaire. Finalement, le groupe décida d'attendre les autorités lancées à leur poursuite à Holbeche House, à la limite du Staffordshire. Le 8 novembre, le prévôt de Worcester arriva sur les lieux  avec un important groupe d'hommes armés, et les deux frères furent tués dans la fusillade qui suivit.

## Culture populaire
- Dans la série Gunpowder, John est interprété par Luke Neal et Christopher par Matthew Neal.